# PR-LP 2
El sendero PR-LP 2 es un sendero de Pequeño Recorrido en La Palma (Canarias, España) que une La Tabladita con Santa Cruz de La Palma.
La longitud total del recorrido es de 8520 metros. Hay 1950 metros de desnivel.